# Akram Hasson
Akram Hasson, hebrejsky אכרם חסון, Akram Chason, arabsky أكرم حسون‎ (* 2. července 1959 Dalijat al-Karmel) je izraelský politik a bývalý poslanec Knesetu za stranu Kadima.

## Biografie
Je členem komunity izraelských Drúzů. Počátkem 21. století se uvádí jako starosta dočasně existujícího drúzského města Ir Karmel v severním Izraeli (později rozděleno na dvě původní obce). Žije v obci Dalijat al-Karmel (jedna ze součástí bývalého Ir Karmel), má pět dětí. Vystudoval učitelství a v roce 1983 začal pracovat na střední škole v Dalijat al-Karmel, kde se po třech letech stal ředitelem. V roce 1989 se poprvé stal starostou tohoto města a trvale se pak angažoval v místní samosprávě.
Do Knesetu nastoupil 17. května 2012 za stranu Kadima jako náhradník poté, co na rakovinu plic zemřel poslanec Gideon Ezra. Zasedal ve výboru pro státní kontrolu a ve výboru House Committee. V parlamentu setrval do voleb v roce 2013.
Do Knesetu nastoupil jen několik dní poté, co předseda strany Kadima Šaul Mofaz přistoupil dočasně do koalice Benjamina Netanjahua (druhá vláda Benjamina Netanjahua). V rámci strany patřil Hasson k Mofazovým spojencům (vedl jeho kampaň v primárkách Kadimy na jaře 2012 mezi izraelskými Drúzy). Jeho vstupem do Knesetu stoupl počet Drúzů v izraelském parlamentu na rekordní úroveň šesti zákonodárců (kromě Hassona ještě Ajúb Qará, Madžali Wahabi, Chamad Amar, Šakíb Šanán a Sajid Nafa.